# Música expressionista
Música expressionista caracteriza-se pela emotividade intensa, dissonâncias extremas, melodias ásperas e angulosas, podendo ser atonal, dodecafônica e/ou serial. Assim como nas outras manifestações artísticas expressionistas, o compositor deposita em sua música seus sentimentos mais profundos, extremos e desesperados, dando à obra um caráter exagerado e soturno.
Arnold Schoenberg, Alban Berg, e Anton Webern, formadores da "Segunda Escola de Viena", são os três principais compositores expressionistas, sendo o primeiro o criador do estilo, e os outros dois seus discípulos de maior renome.
Na música, o expressionismo começou como um exagero, até mesmo uma distorção, do romantismo tardio, em que os compositores passaram a despejar na música toda a carga de suas emoções mais intensas e profundas. Dentre os que escreviam em estilo expressionista estavam Arnold Schoenberg (que também era pintor) e seus alunos: Alban Berg e Anton Webern. Os três, trabalhando juntos na capital austríaca, tornaram-se conhecidos como "A Segunda Escola de Viena".
Na primeira fase, a música expressionista apoiava-se em harmonias que se tomavam cada vez mais cromáticas, o que acabou levando à atonalidade. A música expressionista em estilo atonal é caracterizada por harmonias extremamente dissonantes; melodias frenéticas, desconjuntadas, incluindo grandes saltos; contrastes violentos e explosivos, com os instrumentos tocando asperamente nos extremos de seus registros. O expressionismo foi prefigurado no sexteto de cordas Noite Transfigurada, de Schoenberg, escrito em 1899. Em 1908 ele compôs o Segundo Quarteto de Cordas, que inclui no terceiro e no quarto movimentos uma voz de soprano. Mas é no quarto movimento que Schoenberg abandona de vez a tonalidade, partindo para sua primeira aventura atonal. (O soprano começa, muito apropriadamente: Sinto o ar de outro planeta... Dissolvo-me em sons...").